# Hydyr Saparlyýew
Hydyr Saparlyýew (* 1958) ist ein turkmenischer Politiker.

## Biographie
Saparlyýew schloss 1982 das Ingenieurstudium am Turkmenischen Polytechnikum ab. Er besitzt ein Master-Diplom in Technikwissenschaften. 
Von 1986 bis 1994 bekleidete Saparlyýew verschiedene Positionen (Ingenieur, wissenschaftlicher Mitarbeiter etc.) in der Akademie der Wissenschaften Turkmenistans. Von 1998 bis 1999 war er Assistent des stellvertretenden Vorsitzenden des Ministerkabinetts von Turkmenistan. Zwischen 2001 und 2004 war Saparlyýew Rektor des Turkmenischen Polytechnikums.
Im Jahr 2004 wurde Saparlyýew zum Erziehungsminister ernannt. Von Oktober 2005 an war er bevollmächtigter Botschafter Turkmenistans in Armenien. Seit 2007 ist er wiederum Erziehungsminister des Landes sowie Vizepremier.